# I Will
I Will (englisch sinngemäß für ‚Ich werde‘) ist ein Lied der britischen Band The Beatles, das 1968 auf ihrem neunten Studioalbum The Beatles, dem „Weißen Album“, veröffentlicht wurde. Komponiert wurde es von John Lennon und Paul McCartney und unter der Autorenangabe Lennon/McCartney veröffentlicht.

## Hintergrund
I Will basiert hauptsächlich auf den musikalischen Ideen von Paul McCartney. I Will gehört nicht zu den Esher-Demos, die Ende Mai 1968 im Haus von George Harrison aufgenommen wurden, obwohl die Melodie von I Will in im Februar 1968 in Rishikesh in Indien komponiert worden ist, während McCartney von Februar bis April 1968 mit Jane Asher dort war. McCartney war aber mit dem ursprünglichen, mit Unterstützung des Folksängers Donovan, der mit den Beatles zusammen beim Maharishi Mahesh Yogi in Indien war, später entstandenen Text des Liedes nicht zufrieden, sodass er, zurück in London, einen neuen Text schrieb.

## Aufnahme
I Will wurde am 16. September 1968 in den Londoner Abbey Road Studios (Studio 2) mit dem Produzenten Chris Thomas aufgenommen. Ken Scott war der Toningenieur der Aufnahmen. Die Band nahm ohne George Harrison 67 Takes von I Will auf. Als bester Take wurde der 65. ausgewählt. Während der Aufnahmen zu I Will wurden auch das Lied Can You Take Me Back? aufgenommen, das als I Will Take 19 bezeichnet wurde. Weiterhin wurden während einer Jamsession die Lieder Step Inside Love, Los Paranoias, Blue Moon und The Way You Look Tonight eingespielt. Die Aufnahmesession dauerte zwischen 19 und 3 Uhr.
Am 17. September spielte Paul McCartney mit demselben Produzenten und Toningenieur im Overdubverfahren eine weitere akustische Gitarre und sang den Hintergrundgesang ein. Die Mono- erfolgte am 26. September und die Stereoabmischung am 14. Oktober 1968.
Besetzung
- John Lennon: Perkussion
- Paul McCartney: Akustikgitarre, Gesang
- Ringo Starr: Bongos, Maracas, Becken

## Veröffentlichungen
- Am 22. November 1968 erschien in Deutschland das 13. Beatles-Album The Beatles, auf dem I Will enthalten ist. In Großbritannien wurde das Album ebenfalls am 22. November veröffentlicht, dort war es das zehnte Beatles-Album.
- In den USA erschien das Album drei Tage später, am 25. November, dort war es das 16. Album der Beatles.
- Am 25. Oktober 1996 wurde das Kompilationsalbum Anthology 3 veröffentlicht, auf dem sich eine frühe Version von I Will (Take 1) befindet.
- Am 9. November 2018 erschien die 50-jährige Jubiläumsausgabe des neu abgemischten Albums The Beatles (Super Deluxe Box), auf dieser befinden sich zwei bisher unveröffentlichte Versionen (Take 13 und 29) von I Will.

## Coverversionen
Folgend eine kleine Auswahl:
- Tim Curry – I Will / Brontosaurus [1]
- Art Garfunkel – Songs from a Parent to a Child [2]
- Barbara Dickson – Nothing's Gonna Change My World: The Songs Of Lennon, McCartney And Harrison [3]